# Tibetanska vstaja leta 1959
Tibetanska vstaja iz leta 1959 ali tibetanski upor (kitajsko: 1959年藏区骚乱), je bila politična vstaja, ki se je začela 10. marca 1959, ko je izbruhnil upor v Lasi, v glavnem mestu Tibeta, ki je bilo od sklenitve sporazuma sedemnajstih točk pod nadzorom Ljudske republike Kitajske. Prvotni upor se je zgodil med splošnimi kitajsko-tibetanskimi napetostmi in v kontekstu zmede, saj so se tibetanski protestniki bali, da bi kitajska vlada lahko aretirala 14. tibetanskega dalajlamo. Proteste so spodbudila tudi protikitajska čustva in separatizem. Sprva so vstaja sestavljali večinoma mirni protesti, vendar so hitro izbruhnili spopadi in Kitajska ljudska osvobodilna vojska (PLA) je sčasoma uporabila silo, s katero je odstranila protestnike, od katerih so nekateri poprijeli za orožje. V zadnjih fazah vstaje so potekali hudi boji z velikimi civilnimi in vojaškimi izgubami. 14. dalajlama je pobegnila iz Lase, medtem ko so mesto 23. marca 1959 v celoti ponovno zavzele kitajske varnostne sile. Med vstajo leta 1959 je bilo ubitih na tisoče ljudi, čeprav je natančno število sporno.            
V začetku leta 1956 se je v regijah Kham in Amdo, ki sta bili podvrženi socialistični reformi, začel oborožen spopad med tibetanskimi gverilci in PLA. Gverilska vojna se je kasneje razširila na druga področja Tibeta in je trajala do leta 1962. Nekateri menijo, da je incident Šunhua leta 1958 predhodnik tibetanske vstaje.  
Tibetanci v izgnanstvu praznujejo vsakoletno 10. obletnico vstaje kot dan tibetanske vstaje in dan vstaje žensk. 19. januarja 2009 je zakonodajalec v tibetanski avtonomni regiji pod nadzorom LRK izbral 28. marec za nacionalno obletnico dneva osvoboditve hlapcev. Po mnenju Warrena W. Smitha je bila ta poteza "protipropagandno" praznovanje po nemirih 10. marca 2008 v Tibetu.   